# Jean-Baptiste Greuze
Jean-Baptiste Greuze (1725, Tournus – 1805, París) va ser un pintor francès.

## Biografia
Després de realitzar els seus primers estudis de pintura amb Charles Grandon a Lió, Greuze se'n va anar a París el 1750 i va entrar, com a alumne de Charles Joseph Natoire, a l'Acadèmia Reial de Pintura i Escultura.
El 1755, el seu quadre Pare de família explicant la Bíblia als seus fills va obtenir un gran èxit. La seva popularitat es va confirmar amb altres quadres melodramàtics com l'Escena de pecat (Broken Eggs), (1756), i Diderot el va elogiar per la moralitat de les seves imatges. La seva obra Septimi Sever retraient a Caracal·la haver atemptat contra la seva vida (1769) li va permetre ingressar a l'Acadèmia el mateix any.
Va pintar nombrosos retrats i va rebre algunes crítiques per les seves pintures de dones carregades d'erotisme. Va pintar, a més, diferents temes al·legòrics, com L'ofrena d'amor (1769); mitològics com Dana; o religiosos com Santa Maria l'Egípcia; però no van tenir cap repercussió.
La Revolució Francesa de 1789 posà de moda l'antic i les pintures de Greuze caigueren en l'oblit, obligant-lo a viure de les seves classes. El retrat de Napoleó Bonaparte, que li va encarregar en els seus últims anys, no va evitar que morís en la misèria.